# Егидий (военачалник)
Егидий (на латински: Aegidius; † 464/465 г.) е военачалник на Западната Римска империя през 5 век.
Произлиза от римската аристократична фамилия Сиагрии от Лион в Галия. Вероятно е внук или правнук на Флавий Афраний Сиагрий (консул 382 г.). Баща е на Афраний Сиагрий (управител на Северна Галия 465 – 486 г.).
Между 456 – 465 г. той е magister militum. През 457 г. се бие против франките на Рейн. През 458 г. завладява обратно Лион в Бургундия и се бие против вестготите при Арл. През 463 г. защитава Орлеан от вестготите.